# Jerko Skračić
Jerko (Jerolim) Skračić  (Murter, 13. svibnja 1918. – ?, 1945. ili 1947.), hrvatski književnik i novinar.
Pučku školu pohađao je u rodnom Murteru, franjevačku gimnaziju u Preku te klasičnu gimnaziju u Šibeniku. 1940. je započeo studij prava u Zagrebu. Bio je politički zatvorenik u Lepoglavi, što je opisao u knjizi Pod drugim ključem: sjećanja na život ustaških zatočenika u Lepoglavi 1940. i 1941. god., koja je objavljena 1942. godine. 
Po izlasku iz zatvora kratko je vrijeme boravio u Berlinu, a u doba NDH bio je ravnatelj Krugovalne postaje u Sarajevu, potom urednik zagrebačkoga tjednika Hrvatski krugoval. Surađivao je u Hrvatskoj reviji, Glasniku sv. Ante i drugim časopisima. Objavio je i zbirku novela Osunčani otoci (1944.) te Stihove (1945.). Dolaskom partizana u Zagreb, Skračić je odveden te se pretpostavlja se da je ubijen na putu u Bleiburg, a prema nekim vijestima stradao je poslije, jer je dvije godine držan u zatvoru.

## Djela
- Pod drugim ključem: sjećanja na život ustaških zatočenika u Lepoglavi 1940. i 1941. god. (1942.)
- Osunčani otoci (1944.)
- Stihovi (1945.)